# Chó săn Mudhol
Chó săn Mudhol còn được gọi là Chó săn Caravan là một giống chó săn có nguồn gốc từ Ấn Độ. Các giống chó có lông thường được gọi là Pashmi. Ngoài ra, giống chó này còn được gọi là Karwani. Nó là một vật nuôi phổ biến trong dân làng ở cao nguyên Deccan của Ấn Độ và người tại đó sử dụng nó để săn bắn và bảo vệ.
Câu lạc bộ Chăm sóc Chó Ấn Độ (KCI) và Câu lạc bộ Chăm sóc Chó quốc gia Ấn Độ (INKC) công nhận giống chó này với các tên giống khác nhau. KCI đăng ký nó với cái tên "Caravan Hound" - Chó săn Caravan trong khi INKC sử dụng tên "Mudhol Hound" - Chó săn Mudhol.
Con tem bưu chính trị giá Rs.5.00 được Bộ Bưu chính Ấn Độ phát hành ngày 9 tháng 1 năm 2005, có hình Chó săn Mudhol cùng với ba giống chó khác, Chó chăn cừu Himalaya (Rs 5.00), Chó săn Rampur (Rs 5.00) và Chó Rajapalayam (Rs. 15.00)) nhằm công nhận giống chó săn Mudhol.

## Lịch sử
Chó săn Mudhol được giới thiệu đến cao nguyên Deccan ở miền tây Ấn Độ từ Trung Á và Ả Rập, và do đó có thể được coi là hậu duệ trực tiếp của Chó Saluki hoặc Chó Tāzī. Khu vực này bao gồm một phần của các bang Karnataka, Maharashtra, và ở một mức độ thấp hơn, Andhra Pradesh. Loài này rất phổ biến trong và phụ cận Mudhol Taluk của Karnataka và do đó giống chó này có tên là Chó săn Mudhol.